# Rückstauebene

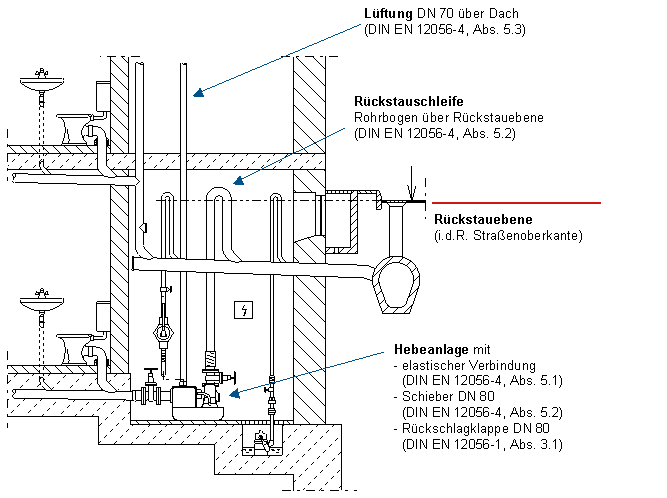
Rückstauebene einer Hausentwässerung

Die Rückstauebene (kurz RSTE oder RSE) markiert den höchstmöglichen Stand des Abwassers an einer bestimmten Stelle in einem Kanalsystem. In der DIN EN 12056-1:2000 (Schwerkraftentwässerungsanlagen innerhalb von Gebäuden) ist sie definiert als „die höchste Ebene, bis zu der das Wasser in einer Entwässerungsanlage ansteigen kann“.
Wenn nicht anders von den zuständigen Kanalwerken festgelegt, gilt als maßgebende Rückstauebene die Straßenoberkante an der Anschlussstelle des Grundstücksentwässerungskanals.

## Bedeutung
Nach dem Prinzip der kommunizierenden Röhren besteht die Gefahr, dass das Wasser vom Kanal durch Sanitärgegenstände unterhalb der Rückstauebene ins Gebäude eindringt und dort umfangreiche Schäden verursacht. 
Daher müssen angeschlossene Sanitärgegenstände und alle anderen Ablaufstellen unterhalb der Rückstauebene durch eine Hebeanlage, Rückstausicherung oder andere Verschlüsse gegen Rückstau geschützt werden.
Rückstau kann bei starken Regenfällen und Hochwasser auftreten, besonders gefährdet sind daher Regenwasser- und Mischkanäle. Aber auch Leitungsverstopfung oder das Spülen von Leitungen kann zu Rückstaus führen, so dass ein Rückstau auch in Schmutzwasserkanälen bei Trennsystemen auftreten kann.